# Коллінс (Вісконсин)
Коллінс (англ. Collins) — переписна місцевість (CDP) в США, в окрузі Манітовок штату Вісконсин. Населення — 203 особи (2020).

## Географія
Коллінс розташований за координатами 44°4′58″ пн. ш. 87°59′2″ зх. д. / 44.08278° пн. ш. 87.98389° зх. д. (44.082657, -87.983994).  За даними Бюро перепису населення США в 2010 році переписна місцевість мала площу 1,28 км², уся площа — суходіл.

## Демографія
Згідно з переписом 2010 року, у переписній місцевості мешкали 164 особи в 58 домогосподарствах у складі 45 родин. Густота населення становила 128 осіб/км².  Було 63 помешкання (49/км²).
Расовий склад населення:
| - 99,4 % — білих - 0,6 % — азіатів |

До двох чи більше рас належало 0,0 %. Частка іспаномовних становила 0,6 % від усіх жителів.
За віковим діапазоном населення розподілялося таким чином: 25,0 % — особи молодші 18 років, 64,6 % — особи у віці 18—64 років, 10,4 % — особи у віці 65 років та старші. Медіана віку мешканця становила 38,0 року. На 100 осіб жіночої статі у переписній місцевості припадало 110,3 чоловіків;  на 100 жінок у віці від 18 років та старших — 115,8 чоловіків також старших 18 років.
Середній дохід на одне домашнє господарство  становив 70 100 доларів США (медіана — 61 406), а середній дохід на одну сім'ю — 73 318 доларів (медіана — 62 500). Медіана доходів становила 35 568 доларів для чоловіків та 30 938 доларів для жінок. За межею бідності перебувало 3,3 % осіб, у тому числі 12,1 % дітей у віці до 18 років та 0,0 % осіб у віці 65 років та старших.
Цивільне працевлаштоване населення становило 108 осіб. Основні галузі зайнятості: виробництво — 41,7 %, освіта, охорона здоров'я та соціальна допомога — 16,7 %, будівництво — 8,3 %, мистецтво, розваги та відпочинок — 6,5 %.